# Sonny Boy Williamson
John Lee Curtis Williamson (ur. 30 marca 1914 w Tennessee, zm. 1 czerwca 1948 w Chicago) – amerykański muzyk bluesowy znany jako Sonny Boy Williamson I. Wirtuoz harmonijki ustnej. „Wypromował” harmonijkę do roli instrumentu prowadzącego w bluesie. Uznawany za ojca nowoczesnego bluesa harmonijkowego. 
Jego pierwszy utwór „Good Morning, School Girl” był hitem w 1937 roku, dzięki któremu Sonny Boy Williamson stał się bardzo popularny w południowo-wschodnich Stanach Zjednoczonych. Jego styl gry miał znaczny wpływ na muzyków takich jak Billy Boy Arnold, Sonny Terry oraz Muddy Waters.
Jego muzyka była bardzo popularna do czasu gdy w latach 40. inny muzyk bluesowy Aleck „Rice” Miller zaczął używać pseudonimu Sonny Boy Williamson. John Lee Williamson został zamordowany w napadzie rabunkowym 1 czerwca 1948 roku w Chicago.